# أبراهام مايرسون
أبراهام مايرسون (1881-1948) طبيب مختص في علم الأعصاب والطب النفسي وعلم الأمراض وممارس سريري وباحث من ليتوانيا. أولى اهتمامًا خاصًا لوراثيات الأمراض النفسية والعصبية.

## النشأة وتعليمه
وُلد مايرسون في ليتوانيا، لأب يهودي عمل معلمًا. هاجر والده إلى الولايات المتحدة في عام 1885، وتبعته عائلته بطلب منه في عام 1886، واستقروا في نيو بريتن، كونيتيكت. في عام 1892، انتقلت العائلة إلى بوسطن في ماساتشوستس. التحق بالمدارس العامة في بوسطن، وأنهى دراسته الثانوية عام 1898، ثم عمل لمدة سبع سنوات لكسب المال ليتسنى له الالتحاق بكلية الطب. التحق بكلية الأطباء والجراحين بجامعة كولومبيا لمدة عام واحد ثم غادرها لأسباب مالية. عمل سائقًا للترام لمدة عام، ثم عاد إلى كولومبيا ليتابع السنة الثانية من دراسته. انتقل إلى كلية الطب بجامعة تافتس في بوسطن، وتخرج ومنها عام 1908 بإجازة في الطب، وكان مايرسون طالبًا لدى الدكتور مورتون برنس، شغل في سنواته الأخيرة منصب رئيس قسم الأعصاب خلفًا لبرنس.

## مهنته طبيبًا
افتتح عيادته الطبية في بوسطن، وعمل أيضًا طبيبًا مساعدًا في قسم الأعصاب في مستشفى مدينة بوسطن لمدة عامين. أمضى ستة أشهر في مختبر الأمراض العصبية للدكتور إلمر إي سوثارد في جامعة هارفارد. انتقل إلى سانت لويس بولاية ميسوري من أجل إقامته في قسم الأعصاب في مستشفى أليكسيان براذرز وعمل مدرسًا في علم الأعصاب في جامعة سانت لويس.
عاد إلى بوسطن في عام 1912 لينضم إلى المجموعة الأولى من المقيمين في مستشفى بوسطن للاعتلالات النفسي الذي كان قد افتُتح حديثًا. عمل أخصائيًا في علم الأمراض وشغل منصب المدير السريري في مشفى تونتون الحكومي من عام 1914 إلى عام 1918. في عام 1927، أصبح مايرسون مديرًا للأبحاث في مستشفى ولاية بوسطن. في عام 1933، وافق المجلس التشريعي لماساتشوستس على بناء مختبر جديد لمايرسون بتمويل من مؤسسة روكفلر. في عام 1935، عُين أستاذًا للطب النفسي السريري في كلية الطب بجامعة هارفارد تقديرًا للإنجازات التي حققها في أبحاثه. عُين أيضًا أستاذًا مساعدًا في علم الأعصاب في كلية الطب بجامعة تافتس في عام 1924، شغل منصب رئيس قسم الأعصاب في جامعة تافتس بين عامي 1921 و1940. أصبح مايرسون أستاذًا فخريًا عام 1940.
خلال العقود الأولى من القرن العشرين، أصبحت حركة تحسين النسل بارزة وحظت بالدعم على نطاق واسع من قبل المجموعات المهنية وغير المتخصصين. عارض مايرسون التعقيم الإجباري للمرضى البلهاء والمصابين بأمراض عقلية. أثناء وجوده في مستشفى تونتون الحكومي، أجرى دراسة ونشر النتائج التي توصل إليها في كتابه بعنوان وراثة المرض العقلي (1925)، وأظهرت أبحاثه أن عشرة بالمئة فقط من المرضى المقبولين في المشفى تربطهم صلة قربى بشخص وُضع في المستشفى منذ افتتاحه في عام 1854. رأى مايرسون أن احتمال تورط عامل وراثي وارد، ولكن البيئة الاجتماعية تلعب أيضًا دورًا رئيسيًا.

### مهنته فاحصًا شرعيًا في ولاية ماساتشوستس
حافظ مايرسون على ممارسته للمهنة وعمل فاحصًا شرعيًا لولاية ماساتشوستس لمدة ثماني سنوات. أدلى بشهادته في محاكمة ساكو وفانزيتي. كان من مؤيدي العلاج بالصدمات الكهربائية وعلم الآخرين كيفية استخدامها. كان يؤمن بالترابط بين العقل والجسد وآمن كذلك بنهج فزيولوجي بين الطب النفسي وعلم الأعصاب. قدم مايرسون نهج الضغط الشامل في علاج المرضى المصابين بالفصام المزمن والذين يتأثرون بأنماط العلاج الارتدادية وطبية المنشأ في المستشفيات العقلية الحكومية. أثار تزايد ممارسات التحليل النفسي في الولايات المتحدة اهتمام مايرسون. رأى أن التحليل النفسي أدى إلى معاينة البشر عن كثب وحرض على إجراء أبحاث أفضل في مجالات علم الأحياء وعلم وظائف الأعضاء. عرف مايرسون قيمة مساهمات سيغموند فرويد وقدرها، ولكنه عارض التحليل النفسي.
في عام 1932، كان مايرسون فاحصًا نفسيًا للسجناء في كومنولث ماساتشوستس، وأرشد السجين والمؤلف فيكتور فولك نيلسون نحو نشر كتابه بعنوان أيام وليالي السجن الذي تحدث عن التجارب النفسية للسجناء وإصلاح السجون. كتب مايرسون مقدمة كتاب نيلسون، ودوّن رؤيته الشخصية حول نظرية العقاب من وجهة نظره بصفته طبيبًا نفسيًا للسجناء.

### العمل مع الجمعيات المهنية
كان مايرسون نشطًا في مجال المنظمات المهنية، منها الجمعية الأمريكية للأطباء النفسيين (كان ممثلًا للمجلس القومي للبحوث)، والجمعية الأمريكية لطب الأعصاب، وجمعية بوسطن الكبرى الطبية، والجمعية الأمريكية للطب النفسي (كان رئيسًا لها لعامي 1938-1939)، والمجلس الاستشاري للبحوث العصبية والأمراض العقلية التابع لخدمات الصحة العامة في الولايات المتحدة، وعمل مديرًا لجمعية الصحة العقلية. نشر عشرة كتب والعديد من المقالات البحثية العلمية.

## وفاته وإرثه
توفي مايرسون عام 1948 بمرض في القلب. سُميت علامة منعكس نقر المقطب في مرض باركنسون باسمه.